# Eumecacris
Eumecacris is een geslacht van rechtvleugeligen uit de familie veldsprinkhanen (Acrididae). De wetenschappelijke naam van dit geslacht is voor het eerst geldig gepubliceerd in 1972 door Descamps & Amédégnato.

## Soorten
Het geslacht Eumecacris omvat de volgende soorten:
- Eumecacris collaris Bruner, 1913
- Eumecacris colombiana Descamps, 1978
- Eumecacris crescentifer Descamps, 1978
- Eumecacris longivalva Descamps, 1984
- Eumecacris palmivora Descamps, 1978
- Eumecacris pygmaea Descamps, 1984
- Eumecacris reducta Descamps, 1984
- Eumecacris rubrosignata Descamps & Amédégnato, 1972
- Eumecacris tournavista Descamps, 1984